# スマイル (バンド)
スマイル（英: Smile）はイングランド・ロンドンに拠点を置いていたロックバンド。クイーンの前身となった。
バンドは1968年に、後年クイーンのギタリストとなるブライアン・メイによって結成された。メイの他には、リード・シンガーとベーシストを務めたティム・スタッフェル、ドラマーのロジャー・テイラーがいた。1970年3月にスタッフェルが脱退した後、残った2人にフレディ・マーキュリーとジョン・ディーコンを加えて結成されたのがクイーンである。バンドは6曲を制作して1970年に解散したが、1992年にコンサートで1度再結成した後、2018年の映画『ボヘミアン・ラプソディ』のサウンドトラック収録に際して再集結している。

## 歴史
1968年、インペリアル・カレッジ・ロンドンの学生だったブライアン・メイは、友人でイーリング・アート・カレッジに通っていたティム・スタッフェルと共にグループを結成した。メイはカレッジの掲示板に「ジンジャー・ベイカーやミッチ・ミッチェル的なドラマー」を求むと広告し、オーディションを経て採用されたのが、当時ロンドン病院メディカル・カレッジに通っていた歯学部生のロジャー・テイラーであった。こうして結成されたスマイルは、1969年にマーキュリー・レコードと契約し、ライブ活動を経て、その年の6月にはトライデント・スタジオで初めての収録を行った。スタッフェルは同級生のファルーク・"フレディ"・バルサラ（後のフレディ・マーキュリー）を自分のバンドへ紹介し、バルサラはすぐに熱心なファンになった。
バンドはライブ活動にも取り組んでおり、スタッフェルによれば、レパートリーはオリジナル曲とカバーを織り交ぜたものだった。デビューは1968年10月26日だったとされている。1969年2月27日に行われた未婚の母とその子どもたちのためのナショナル・カウンシル（英: National Council for the Unmarried Mother and Her Child）での演奏は、バンドにとって最大のパフォーマンスになった。ボンゾ・ドッグ・ドゥー・ダー・バンドなども出演してロイヤル・アルバート・ホールで開かれたこのチャリティ・イベントで、バンドはメイがギター、テイラーがドラム、スタッフェルがベースギターを担当して演奏した。スタッフェルによれば、キーボードのクリス・スミス (Chris Smith) という人物がいたが、このイベントの直前に辞めさせられていたという（スミス本人によれば、彼はほんの一時バンドに在籍していただけで、違ったスタイルの音楽に興味が向いたことから、自発的にバンドを離れたのだと述べている）。タイム・アウト掲載の情報によれば、スマイルはロンドンでかなり沢山のギグを行ったようである。また4月19日にはスピークイージー (The Speakeasy) で演奏し、5月31日にはウィスキー・ア・ゴーゴー (the Whisky-A-Go-Go) で演奏した。1969年3月、バンドは PJ’s という会場で演奏したが、この際観客を確保するために、自分たちの曲がBBC Radio 1で放送されたと主張した。しかしながらこの主張は架空のものだったようである。
マーキュリー・レコードとの契約はアメリカでのシングル発売を前提にした1度限りのレコーディング契約であり、トライデント・スタジオで行われた初収録で、彼らはスタッフェルの『アース』"Earth"、メイの『ステップ・オン・ミー』"Step on Me"、メイ・スタッフェル共作の『ドゥーイン・オール・ライト』"Doin' All Right" の3曲を収録した。アメリカでの宣伝に向けたレコーディングではあったが、結局この曲は商業的に成功しなかった（1969年8月にシングル『アース』"Earth" が発売されたが不発に終わった）。一方でマーキュリー・レコードは、同年9月に3曲を追加で収録する許可を出した。この際の収録曲はスタンリー・ルーカス (Stanley Lucas) による『エイプリル・レディ』"April Lady"、メイが作ったインストゥルメンタル・トラック『ブラッグ』"Blag"、そしてメイが作曲とリードを務めた、「ホッキョクグマに関する優しい曲」(a "gentle song about a polar bear")こと『ポーラー・ベア』"Polar Bear"で、収録はデ・レーン・リー・スタジオで行われた。しかしながら、この収録後もレコードの発売には至らなかった。スマイルがスタジオ収録した6曲が日の目を見ることになったのは、日本限定で1982年に発売されたLP盤『ゲッティン・スマイル』"Gettin’ Smile" が初であった。

### クイーンの結成へ
1970年、スタッフェルが別バンドのハンピー・ボングへ加入するため脱退したことから、スマイルは空中分解状態となる。バルサラはメイとテイラーに対してバンドを続けるよう説得し、同時期に名字を「マーキュリー」へと変更して、リード・ヴォーカリストとしてバンドに加入し、クイーンが結成されることになる。新体制となったバンドは、マイク・グロース、バリー・ミッチェル、ダグ・ボギー (Mike Grose、Barry Mitchell、Doug Bogie) など多くのベーシストを試したが、誰もバンドと化学反応を起こせずに終わってしまった。結局ベーシスト探しは、1971年2月にジョン・ディーコンが加入するまで続き、その後彼らはファースト・アルバムの録音作業に取り掛かった。こうしてクイーンは4人体制となり、この体制はマーキュリーが死去する1991年、更には彼の死後1995年に発売されたアルバム『メイド・イン・ヘヴン』の発売まで1度も変更されることなく続いた。
ディーコンが加入して作られたファースト・アルバム『戦慄の王女』には、スマイル時代の曲『ドゥーイング・オール・ライト』"Doing All Right" が収録された。書籍 "Queen: The Early Years" によると、スタッフェルはメイとの共作クレジットを得て、アルバム売り上げからロイヤルティーを得ることができ、充分に補償された様子である。クイーンは他にも、ジョン・ピールと出演したBBCでの初収録セッション（1973年）でこの曲を演奏している。このセッションの様子は、3度目のセッションと共に、イギリスでは1989年の『アット・ザ・ビーブ』"At the Beeb"（バンド・オブ・ジョイ・レコーズ）、北米では1995年の "Queen at the BBC" へ収録された。また1995年にクイーンが発表したシングル『レット・ミー・リヴ』"Let Me Live" には1973年のこのセッションから3曲が収められ、『ドゥーイング・オール・ライト』もその中に含まれている。

### 再結成
1992年12月22日、テイラーのバンドザ・クロスのライブで、スマイルは再結成した。ライブ中にテイラーがメイとスタッフェルを呼び寄せる形で演奏に入り、バンドは『アース』"Earth" と『If I Were a Carpenter』を演奏した。メイはこのライブで更に数曲を演奏した。
2018年に入り、スマイルは2度目の再結成を果たし、ロンドンのアビー・ロード・スタジオで『ドゥーイン・オール・ライト』"Doin' All Right" を再収録した。この曲はフレディ・マーキュリーの伝記映画『ボヘミアン・ラプソディ』で使用され、サウンドトラックにも収録された。

## ディスコグラフィ
バンドは1969年8月にマーキュリー・レコードからシングル『アース』"Earth" を発売したが、その扱いはプロモ盤に過ぎなかった。B面にはメイとスタッフェルの『ステップ・オン・ミー』が収録された。
その後合法的に発売されたディスクとしては以下の2枚がある。まず日本限定で発売されたLP盤『ゲッティン・スマイル』"Gettin’ Smile" だが、これは1982年9月23日に日本フォノグラムから出たものである。このディスクには『ドゥーイン・オールライト』、『ブラッグ』、『エイプリル・レディ』、『ポーラー・ベア』、『アース』、『ステップ・オン・ミー』とスマイル時代に収録された6曲が収められた。スリーヴには歌詞や作曲クレジットの誤記があることで悪名高い。その後発売された海賊版の音源は、全てこのLPに由来している。
CD『ゴースト・オブ・ア・スマイル』"Ghost of a Smile" は1997年にオランダでシュードニム・レコーズ (Pseudonym Records) から発売されたものである。収録されたスマイルの曲は全てリマスターされていた。CDのブックレットにはスタッフェルによる新しいライナーノーツが寄せられた。このアルバムにはエディ・ハウエル (Eddie Howell) とフレディ・マーキュリーがコラボした『ザ・マン・フロム・マンハッタン』"The Man from Manhattan" が2パターン収録されているが、この曲はメイがギターを弾いているということ以外、スマイルに何ら関係ない曲である。
また、スマイル時代の曲やラリー・ルーレックス (Larry Lurex) の変名で出された曲など、クイーンの初期曲を集めた『プレ＝オーデインド』"Pre-Ordained" というタイトルのブートレグ・アルバム（海賊版アルバム）も存在する。このアルバムに収められた曲は、大半が1995年にイタリアで発売されたブートレグ『In Nuce』にも収録されている。

## 曲
以下に示す曲は、メンバーがライブ活動や短期間のスタジオ収録中にレパートリーに加えていたと認めたものである。
- "Earth"（スタッフェル）
- "Step on Me"（スタッフェル・メイ）- 元々は二人が加入していたバンド・1984の曲。
- "Doin' All Right"（スタッフェル・メイ）
- "Blag"（メイ）
- "Polar Bear"（メイ）
- "Silver Salmon"（スタッフェル）
- "See What a Fool I've Been"（メイ、原曲はソニー・テリーとブラウニー・マッギーの "The Way I Feel"）
- "If I Were a Carpenter（英語版）"（ティム・ハーディン（英語版）） - ライブの際に定期的にカバーしていた曲。
- "April Lady"（スタンリー・ルーカス） - 2回目のスタジオ・セッションに際し、マーキュリー・レコードから送られた曲。
- "White Queen (As It Began)"（メイ）

### 別アーティストによって録音されたスマイルの曲
- "Step on Me"：スマイル前のバンド・1984により2パターンが録音されており、1967年3月31日にロンドン・ITVスタジオ（英語版）で制作されたデモ・テープに収録されている。
- "April Lady"：サウザン・コンフォート（英: Southern Comfort、マシューズ・サウザン・コンフォート (Matthews Southern Comfort) からイアン・マシューズが脱退して改名したバンド）は、アルバム『フロッグ・シティ』（原題、英: "Frog City"、Harvest SHSP 4012、1971年）にこの曲を収録している[33]。レコード・レーベルには、カール・バーンウェル (Carl Barnwell) による曲と誤記されている。スマイル版をプロデュースしたフリッツ・フライヤー (Fritz Freyer) は、マシューズ・サウザン・コンフォートとも繋がりのあった人物である。
- "April Lady"と"Earth"：スタッフェルはバンド「モーガン」に加入したが、このバンドが1972年に発売した第1アルバム『ノヴァ・ソリス（英語版）』のタイトル・トラックでは、この2曲から抜粋した旋律が組み込まれている。
- "Doin' Alright"：クイーンにより、1973年2月5日に行われた初のBBCセッションで収録されている。このバージョンはイギリスでは1989年の『アット・ザ・ビーブ』、北米では1995年の "Queen at the BBC" に収録され、その後シングル『レット・ミー・リヴ』のカップリングとして収められた（→#歴史）。クイーンは1973年発売のデビューアルバム『戦慄の王女』"Queen" にもこの曲を収録しているが、タイトルは微妙に異なる "Doing All Right" に変更されている。この時のバージョンは、エレクトラ・レコードから1974年にアメリカ合衆国限定で発売された『ライアー』"Liar" の7インチシングルにも収録された。
- "Polar Bear"と"Silver Salmon"：クイーンはデビューアルバム収録中にデモ・トラックとしてこれらを収録したが、未発表音源となった。
- "See What a Fool I've Been"：クイーンは第2アルバム『クイーン II』のセッション中だった1973年8月にこの曲を収録した。アルバムそのものには収録されなかったものの、その後1974年発売の『輝ける7つの海』シングルカットでB面収録される。このバージョンは後にボックス・セット『ザ・コンプリート・ワークス（英語版）』のボーナスLP『コンプリート・ヴィジョン』"Complete Vision" に収録された。また『クイーン II』はハリウッド・レコードから1991年にアメリカ向けに再版されたが、その際この曲は特典トラックとして収録された。1987年と1990年にイギリス・日本でそれぞれ発売された8センチCDシングルでは、再び『輝ける7つの海』のB面として収録された。また、クイーンはジョン・ピールと共演した4回目のBBCセッションでこの曲を収録している。
- "Blag"：再録された訳ではないが、ソロ・フィーチャーの部分は、メイのクイーンとしてのキャリア、またソロキャリアを通じて発展し続けている。この曲からのメイのソロは、以下のアルバムで聞くことができる。
  - 『サン・アンド・ドーター』"Son and Daughter"（クイーン3度目のBBCセッション、1974年、先述のBBCアルバムに収録）
  - 『ブライトン・ロック』"Brighton Rock"（1974年のクイーン第3アルバム『シアー・ハート・アタック』に収録）
  - 同じく『ブライトン・ロック』の『ライヴ・キラーズ』（1979年）収録版
  - 1982年収録のライヴアルバム『オン・ファイアー/クイーン1982』の「ギター・ソロ」"Guitar Solo"
  - 『ブライトン・ロック・ソロ』"Brighton Rock Solo"（1986年の『クイーン・ライヴ!!ウェンブリー1986』で収録、1992年発売）
  - 『ギター・エクストラヴェガンス』"Guitar Extravagance"（ブライアン・メイ・バンドのライヴアルバム『ライヴ・アット・ブリクストン・アカデミー（英語版）』、1993年）
  - 「ギター・ソロ」"Guitar Solo"（クイーン+ポール・ロジャースのライヴアルバム『リターン・オブ・ザ・チャンピオンズ』、2005年）
- "Polar Bear"：ヴァレンシアが2003年にリリースしたアルバム『クイーン・トリビュート』"Queen Tribute" に収録されている[34]。
- "Earth"と"Doin' Alright"：スタッフェルのソロアルバム "aMIGO"（2003年）に収録されている[35]。両トラックにはメイがギター・ヴォーカルとして参加している。また『アース』には、モーガンのメンバーだったモーガン・フィッシャーがキーボードでフィーチャーしている。
- "White Queen (As It Began)"：クイーンの第2アルバム『クイーン II』（1974年）に収録された。また1974年4月3日に行われた4回目のBBCセッションでも収録されている。公式にはライヴアルバム『ライヴ・アット・ザ・レインボー‘74』に2回のライヴパフォーマンスが収録されている。